# Plaque diplomatique en France

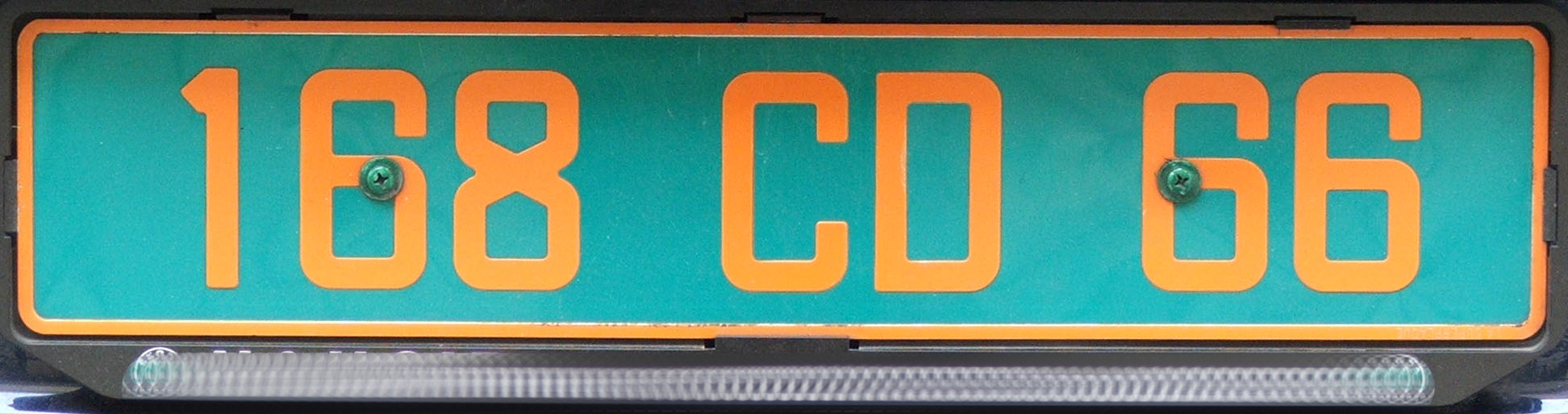
Plaque d'immatriculation française d'un véhicule du corps diplomatique de la Tchéquie.

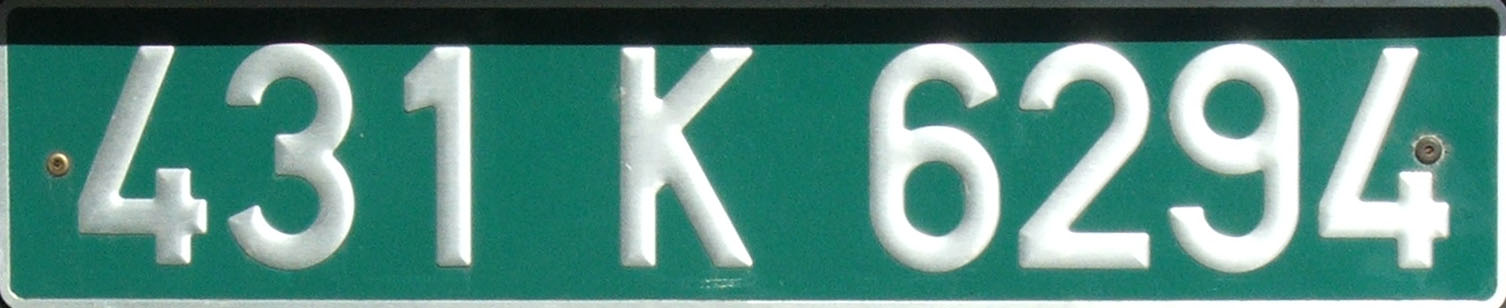
Plaque d'immatriculation française d'un véhicule d'une personne non diplomate travaillant au sein de l'Organisation européenne pour la recherche nucléaire (CERN).

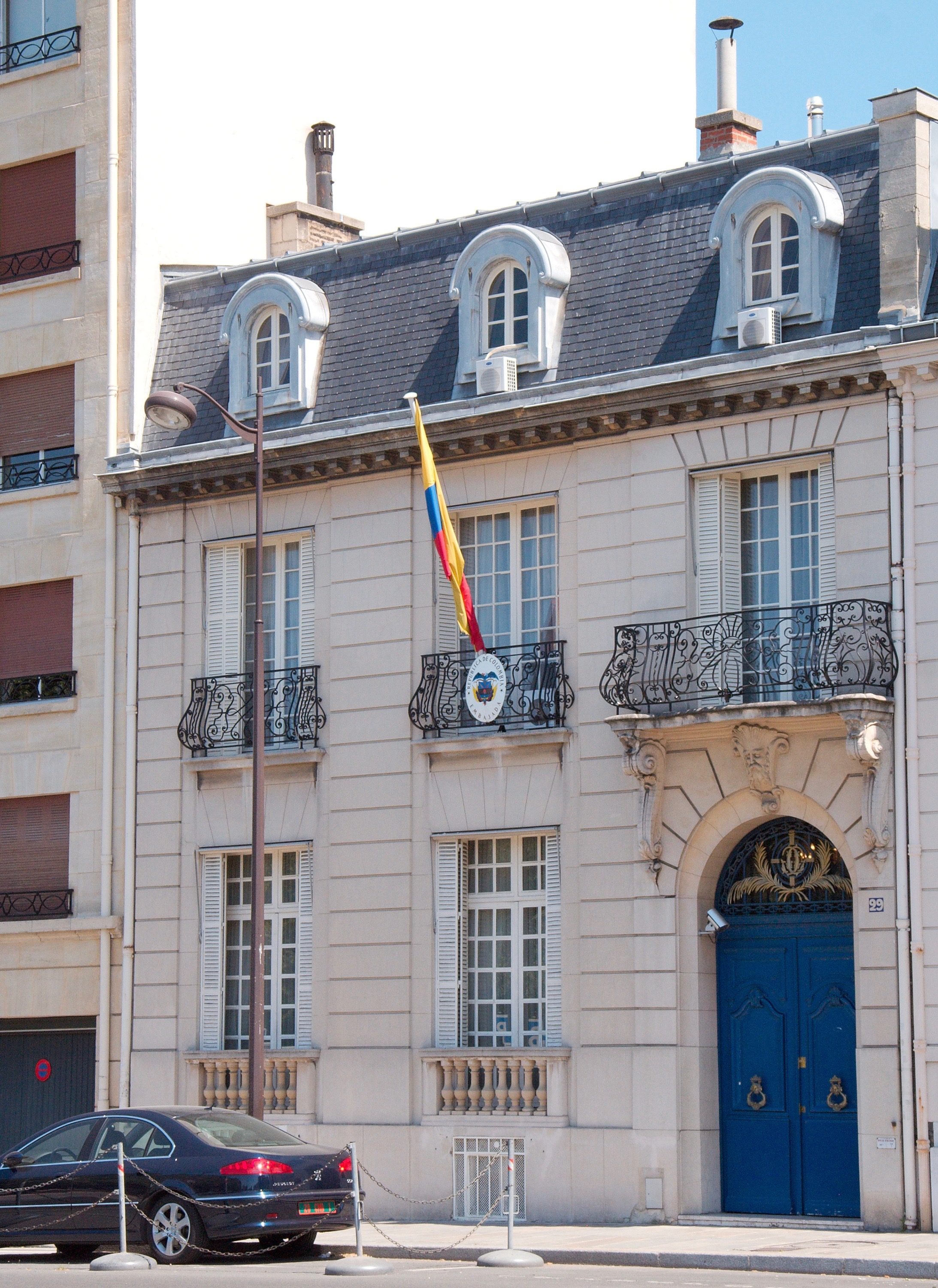
Véhicule stationné devant la résidence de l'ambassadeur de Colombie à Paris, immatriculé 28 CMD 1.

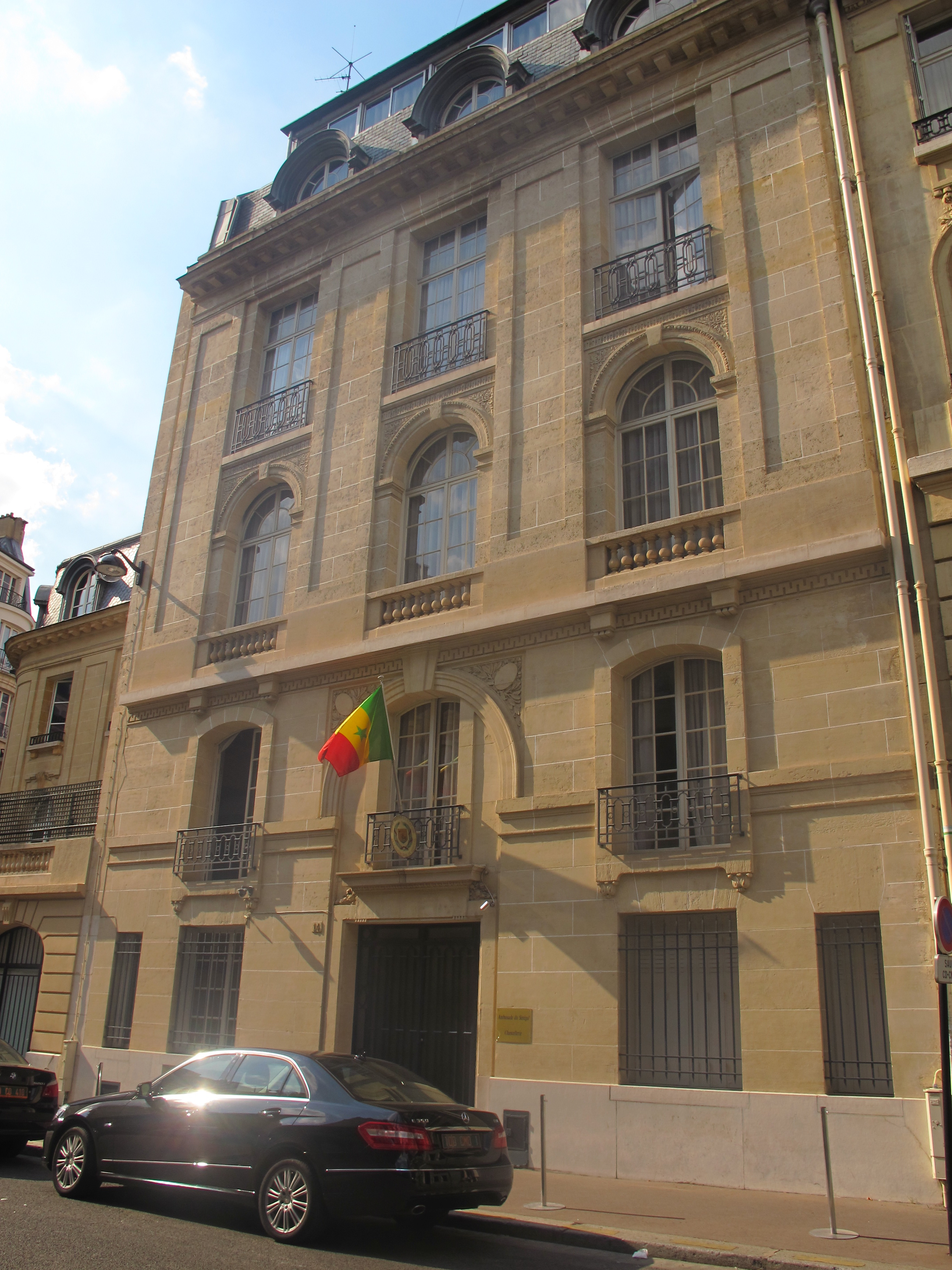
Véhicule stationné devant l'ambassade du Sénégal à Paris, immatriculé 100 CMD 1.

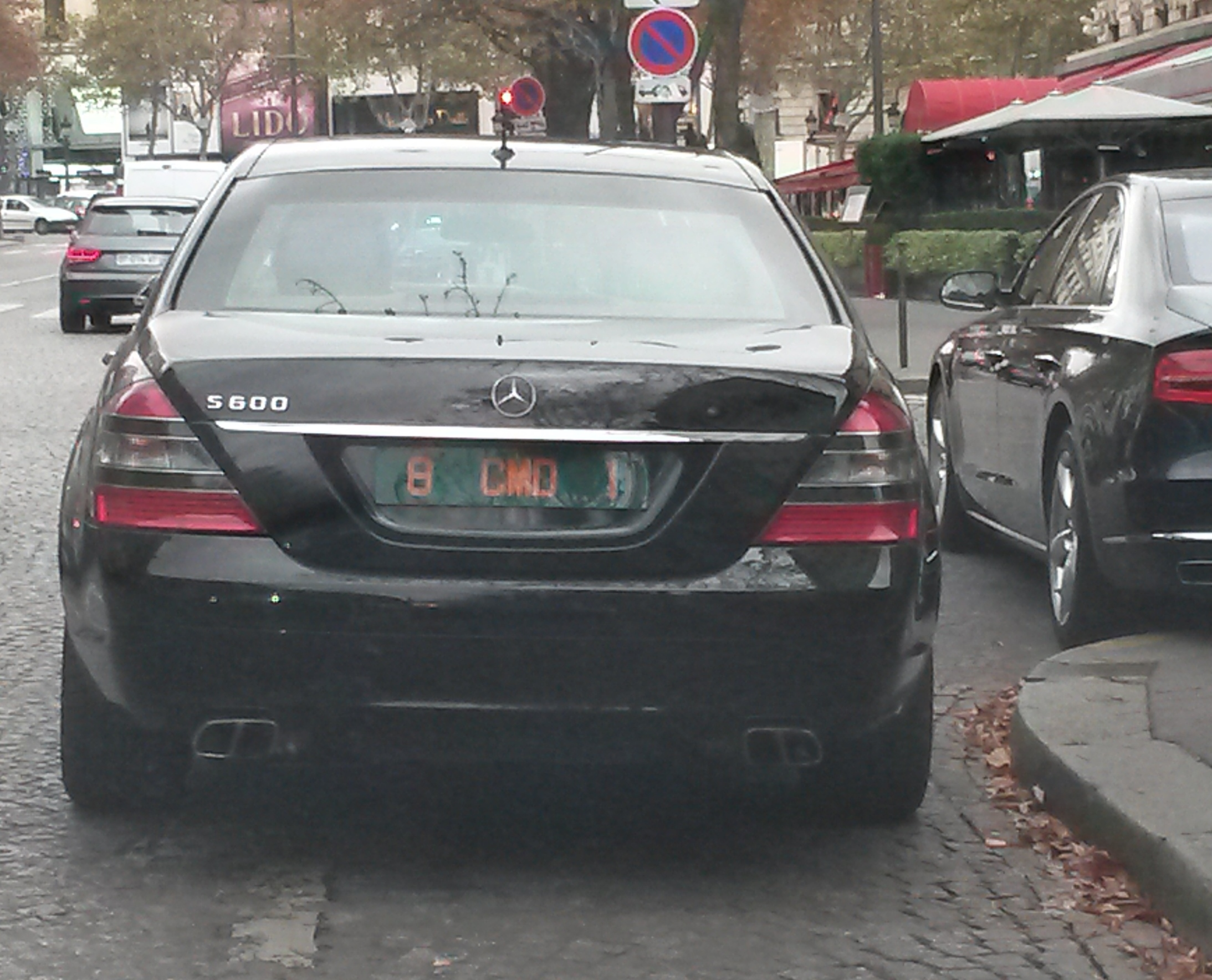
Une Mercedes S600 immatriculée 8 CMD 1 de l'ambassade d'Arabie saoudite.

La plaque d'immatriculation française des corps diplomatique et consulaire est un dispositif permettant l'identification d'un véhicule appartenant au parc automobile du corps diplomatique ou consulaire en France.

## Historique
Les immatriculations spécifiques pour les véhicules du corps diplomatique ont été introduites en France en 1936 par une circulaire du 17 août 1936. Les règles en ont été maintes fois modifiées depuis. La réforme des immatriculations du système d'immatriculation des véhicules (SIV) en 2009 n'a pas modifié les circulaires interministérielles des 7 octobre 1964 (avec application au 1er janvier 1965, pour les véhicules des diplomates) et 23 novembre 1965 (avec application au 1er janvier 1966, pour les véhicules des personnels assimilés).

## Réglementation

### Caractéristiques de la plaque
Les plaques sont toujours sur fond vert jaspe et les inscriptions sont de couleur orangée (CD, CMD) ou de couleur blanche (C, K).
L'immatriculation est constituée de la suite de caractères suivants, :
- pour les délégations de pays auprès d'organisations internationales situées en France, un préfixe précède le code du pays, qui est alors incrémenté de 200 :
  - « E » pour l'OCDE,
  - « S » pour le Conseil de l'Europe,
  - « U » pour l'UNESCO,
  - « N » pour l’OTAN (NATO), jusqu’en 1966, quand la France a quitté le commandement intégré, et que le siège de l'OTAN a été transféré à Bruxelles (Belgique),
- un à trois chiffres identifiant l'ambassade ou l'organisation internationale ;
- puis le statut :
  - « C » pour les véhicules du corps consulaire,
  - « CD » pour les véhicules du corps diplomatique,
  - « CMD » pour les véhicules des chefs de mission diplomatique (ambassadeur),
  - « K » pour le personnel technique ou administratif non diplomatique,
- puis le numéro de série du véhicule :
  - si CD et CMD : un à quatre chiffres (1 à 9999),
  - si C ou K rattaché à un consulat : un à trois chiffres (1 à 999), suivis du numéro de département séparé d'un point[5],
  - si K (à l'exception des consulats): un à trois chiffres (1 à 999) pour les ambassades et délégations et trois ou quatre chiffres (100 à 9999) pour les organisations internationales[5],
- éventuellement, un suffixe :
  - « Z » pour un véhicule exempté de taxes,
  - « X » pour un véhicule non exempté de taxes.

Cas particulier : si le numéro est complété par la mention X ou Z, quelle que soit la série, il devra alors être inscrit en caractères blancs sur fond vert jaspe.

### Liste des identifications

#### Identification des pays (1 à 400)
Le pays est identifié par un code compris entre 1 et 200. Les codes de la série 201 à 400 ont la même signification que les codes de la série 1 à 200.
1. Afghanistan
2. Afrique du Sud
3. Albanie
4. Algérie
5. Allemagne
6. États-Unis
7. Égypte
8. Arabie saoudite
9. Argentine
10. Australie
11. Autriche
12. Belgique
13. Myanmar (anciennement Birmanie)
14. Bolivie
15. Bhoutan
16. Brésil
17. Bulgarie
18. Burundi
19. Cambodge
20. Cameroun
21. Canada
22. Centrafrique
23. Sri Lanka (anciennement Ceylan)
24. Chili
25. obsolète (ex république de Chine = Taïwan)
26. Chine (Rép. Populaire)
27. Chypre
28. Colombie
29. Congo Brazzaville
30. Congo Kinshasa
31. Corée du Sud
32. Costa Rica
33. Côte d'Ivoire
34. Cuba
35. Bénin (anciennement Dahomey)
36. Danemark
37. République dominicaine
38. El Salvador
39. Équateur
40. Espagne
41. Éthiopie
42. Finlande
43. Gabon
44. Ghana
45. Royaume-Uni
46. Grèce
47. Guatemala
48. Guinée
49. Haïti
50. Burkina Faso (anciennement Haute-Volta)
51. Honduras
52. Hongrie
53. Inde
54. Indonésie
55. Irak (représentation à l'UNESCO. Voir aussi 176 ou 376)
56. Iran
57. Irlande
58. Islande
59. Israël
60. Italie
61. Jamaïque
62. Japon
63. Jordanie
64. Kenya
65. Koweït
66. Laos
67. Liban
68. Liberia
69. Libye
70. Liechtenstein
71. Luxembourg
72. Malaisie
73. Malawi
74. Madagascar
75. Mali
76. Maroc
77. Mauritanie
78. Mexique
79. Monaco
80. Népal
81. Nicaragua
82. Niger
83. Nigeria
84. Norvège
85. Nouvelle-Zélande
86. Ouganda
87. Pakistan
88. Panama
89. Paraguay
90. Pays-Bas
91. Pérou
92. Philippines
93. Pologne
94. Portugal
95. ex-Rhodésie (obsolète)
96. Roumanie
97. Rwanda
98. Saint-Marin
99. Saint-Siège
100. Sénégal
101. Sierra Leone
102. Somalie
103. Soudan
104. Suède
105. Suisse
106. Syrie
107. Tanzanie
108. Tchad
109. ex-Tchécoslovaquie (obsolète)
110. Thaïlande
111. Togo
112. Trinité-et-Tobago
113. Tunisie
114. Turquie
115. Russie (Fédération de) (anciennement URSS)
116. Uruguay
117. Venezuela
118. Vietnam
119. Yémen
120. Yougoslavie
121. Zambie
122. Maurice
123. Mongolie
124. ex-République démocratique du Yémen (obsolète)
125. Bangladesh
126. Qatar
127. Émirats arabes unis
128. ex-RDA (obsolète)
129. Singapour
130. Oman
131. Bahreïn
132. Corée (République démocratique) + 193 ou 393
133. Seychelles
134. Malte
135. Djibouti
136. Comores
137. Angola
138. Guinée équatoriale
139. Zimbabwe
140. Cap-Vert
141. Guinée-Bissau
142. Mozambique
143. Suriname
144. Sainte-Lucie
145. Gambie
146. Brunei
147. Sao Tomé-et-Principe
148. Belize
149. Namibie
150. Estonie
151. Lettonie
152. Lituanie
153. Ukraine
154. Bahamas
155. Barbade
156. Botswana
157. Fidji
158. Grenade
159. Guyana
160. Lesotho
161. Papouasie-Nouvelle-Guinée
162. Samoa
163. Tonga
164. Antigua-et-Barbuda
165. Slovénie
166. Croatie
167. Slovaquie
168. Tchéquie
169. Bosnie-Herzégovine
170. Macédoine
171. Arménie
172. Biélorussie
173. Kazakhstan
174. Géorgie
175. Turkménistan
176. Irak (Section des intérêts. Voir aussi  55 ou 255)
177. Ouzbékistan
178. Azerbaïdjan
179. Andorre
180. Érythrée
181. Moldavie
182. Saint-Vincent-et-Grenadines
183. Dominique
184. Saint-Christophe-et-Niévès
185. Monténégro
186. Salomon
187. Palaos
188. Îles Cook
189. Kirghizistan
190. Québec
191. Cour internationale de justice
192. Corée (Rép. Démocr. - représentation  commerciale)
193. Délégation permanente de l'Autorité palestinienne
194. Taïwan (représentation commerciale)
195. Kosovo
196. Soudan du Sud
197. Tadjikistan
198. France

#### Identification des organisations internationales (401 à 800)
L'organisation est identifiée par un code compris entre 400 et 800.
401 - UNESCO : United Nations Educational Scientific and Cultural Organization (1945, Paris)
402 - OCDE : Organisation de coopération et de développement économiques (1960, Paris)
403 - OTAN : Organisation du traité de l'Atlantique nord (1949, Bruxelles)
404 - obsolète (anciennement ELDO : European Launcher Development Organisation (1962-1975))
405 - ESA : European Space Agency (1975, Paris) - ex ESRO : European Space Research Organisation
406 - CCNR : Commission centrale pour la navigation du Rhin (Strasbourg)
407 - OACI : Organisation de l'aviation civile internationale (1947, Montréal)
408 - BIRD : Banque internationale pour la reconstruction et le développement (1945, Washington)
409 - FMI : Fonds monétaire international (1945, Washington)
410 - UNICEF : Fonds des Nations unies pour l'enfance (1946, New York)
411 - UNIC : United Nations Information Centre (1946, New York)
412 - OIT : Organisation internationale du travail (1919, Genève)
413 - UEO : Union de l'Europe occidentale (1948, Bruxelles)
414 - UNHCR : United Nations High Commissioner for Refugees (1950, Genève)
415 - Union européenne (1993, Bruxelles) - ex-CEE (1957, Bruxelles)
416 - EURATOM : Communauté européenne de l'énergie atomique CEEA (1958, Bruxelles)
417 - AFE : Agence ferroviaire européenne (2004, Valenciennes) — Anciennement CECA : Communauté européenne du charbon et de l'acier de 1952 à 2002
418 - OEMPP : Organisation européenne et méditerranéenne pour la protection des plantes (1951)
419 - OIML : Organisation internationale de métrologie légale (1955, Paris)
420 - Eurocontrol : Organisation européenne pour la sécurité de la navigation aérienne, (1963, Bruxelles)
421 - OIVV : Organisation internationale de la vigne et du vin (1958)
422 - BIE : Bureau international des expositions (1928, Paris)
423 - BID : Banque interaméricaine de développement (1959, Washington)
424 - IIF : Institut international du froid (1908, Paris)
425 - OIAC : Organisation inter-africaine du café
426 - CIAA : Conférence internationale sur l'assurance africaine
427 - OAMCAF : Organisation africaine et malgache du café (1960-2007)
428 - OFAJ : Office franco-allemand pour la jeunesse (1963, Paris-Berlin)
429 - CIPEC : Conseil intergouvernemental des pays exportateurs de cuivre (1967-1988, Lusaka)
430 - BCEAO : Banque centrale des États de l'Afrique de l'Ouest (1962, Dakar)
431 - CERN : Organisation européenne pour la recherche nucléaire (1954, Genève), ex Conseil européen pour la recherche nucléaire
432 - INTERPOL : Organisation internationale de police criminelle (1923, Vienne ; 1946-56, Lyon)
433 - OIF : Organisation internationale de la francophonie, ex-ACCT : Agence de coopération culturelle et technique, Agence de la francophonie (1970, Paris)
434 - BIPM : Bureau international des poids et mesures (1875, Paris)
435 - LEBM : Laboratoire européen de biologie moléculaire (1976, Grenoble)
436 - BADEA : Banque arabe pour le développement économique en Afrique (1973, Khartoum)
437 - PNUE : Programme des Nations unies pour l'environnement (1972, Nairobi)
438 - OIE : Office international des épizooties (1924, Paris)
439 - CIEPS : Centre international d’enregistrement des publications en série (1972, Paris)
440 - Eutelsat : European Telecommunications Satellite Organization (1997, Paris)
441 - Union latine (1954-2012, Paris)
442 - Intelsat : International Telecommunications Satellite Consortium (1964, Washington)
443 - BEAC : Banque des États de l'Afrique centrale (1972, Yaoundé)
444 - APF : Assemblée parlementaire de la francophonie (1967, Paris)
445 - BERD : Banque européenne pour la reconstruction et le développement (1991, Londres)
446 - OCVV : Office communautaire des variétés végétales (1994, Angers)
447 - Secrétariat général de la francophonie
448 - CEDH : Cour européenne des droits de l'homme (1959, Strasbourg) - réservé aux juges
449 - Ligue des États arabes (1945, Le Caire)
450 - Bureau de projets de l'OMS (1992, Nancy)
451 - Commission européenne (1958, Bruxelles-Luxembourg)
452 - OCCAR : Organisation conjointe de coopération en matière d'armement (1996, Bonn)
453 - IESUE : Institut d'études de sécurité de l'Union européenne (2001, Paris)
454 - ITER : International Thermonuclear Experimental Reactor (2007, Cadarache)
455 - INIBAP : Réseau international pour l'amélioration de la production de la banane et de la banane plantain (1985, Montpellier)
456 - Agence du GNSS européen (2004, Prague)
457 - ?
458 - Centre de surveillance de la sécurité Galileo (Saint-Germain-en-Laye)
459 - CGIAR : Groupe consultatif pour la recherche agricole internationale (Montpellier)
460 - ABE : Autorité bancaire européenne (Paris La Défense)
461 - ?
462 - OMM : Organisation météorologique mondiale (1950, Genève)
500 - Hautes personnalités. Il serait attribué à des personnes "inclassables", pas forcément des diplomates.
501 à 504 - obsolètes (anciennement Conférence de la paix au Vietnam en 1973)
505 - obsolète (anciennement Conférence internationale de coopération économique)
600 - Conseil de l'Europe (1949, Strasbourg)
700 - CIRC : Centre international de recherche sur le cancer (Lyon, 1965)
800 - obsolète (anciennement OTAN en France de 1965 à 1970)

## Pour approfondir